# Jermaine Jackson
Jermaine LaJuane Jackson (ur. 11 grudnia 1954 w Gary w stanie Indiana) – amerykański piosenkarz, basista, były członek The Jackson Five. Wychowywany w rodzinie Świadków Jehowy.
Syn Joego Jacksona i Katherine Esther Jackson, miał pięciu braci – dwóch starszych: Jackie (ur. 4 maja 1951) i Tito (ur. 15 października 1953, zm. 15 września 2024), oraz trzech młodszych: Marlona (ur. 12 marca 1957), Michaela (ur. 29 sierpnia 1958, zm. 25 czerwca 2009) i Randy’ego (ur. 29 października 1961) oraz trzy siostry: Rebbie Jackson (ur. 29 maja 1950), La Toyę (ur. 29 maja 1956) i Janet (ur. 16 maja 1966).
Występował w rodzinnej grupie The Jackson Five od 1969 do 1975, potem jednak wybrał własną drogę artystycznego rozwoju. W latach 70. jako jedyny z rodzeństwa pozostał w wytwórni Motown, gdzie nagrał w sumie dziewięć albumów solowych. Za wykonanie piosenki „Let’s Get Serious” był nominowany do nagrody Grammy. Ukończył szkołę średnią Fairfax High School w Los Angeles. W 1983 roku przeniósł się do Arista Records, gdzie nagrał trzy płyty i topowe utwory jak „Do What You Do”, „Dynamite”, „Tell Me I’m Not Dreamin'” (z bratem Michaelem), „I Think It’s Love”, „Don’t Take It Personal”. Jego największy przebój to duet z Pią Zadorą – „When the Rain Begins to Fall”. Nagrał też cztery duety z Whitney Houston: „Take Good Care of My Heart”, „Nobody Loves Me Like You Do”, „Shock Me” oraz „If You Say My Eyes Are Beautiful”. Ponadto Houston miała chórek w piosence „Sweetest Sweetest”. Do rodzinnego zespołu The Jacksons wrócił w 1983 i brał udział w produkcji płyt Victory i 2300 Jackson Street. Ostatni solowy longplay You Said wyprodukowało LaFace Records. Później nagrywał sporadycznie. Brał udział w brytyjskim Big Brotherze w 2007 roku. Na pożegnaniu zmarłego brata Michaela – 7 lipca 2009 w Staples Center zaśpiewał piosenkę Smile, która według poprzedzających słów Brooke Shields miała być ulubioną piosenką Króla Popu.
Był żonaty z Hazel Gordy (od 15 grudnia 1973 do 1988), z którą ma syna Jermaine Jacksona II (ur. 27 stycznia 1977), córkę Autumn Joy (ur. 10 lipca 1978) i syna Jaimy’ego (ur. 17 marca 1987). W latach 80. nawiązał romans z piosenkarką Whitney Houston. Ze związku z Margaret Maldonado ma dwóch synów: Jeremy’ego (ur. 16 grudnia 1986) i Jourdynna (ur. 7 października 1989). 18 marca 1995 ożenił się z Alejandrą Oaziazą, z którą wziął rozwód 19 listopada 2004. Ma z nią dwóch synów: Jaafara (ur. 25 lipca 1996) i Jermajesty’ego (ur. 3 października 2000). Od 2004 żonaty po raz trzeci z Halimą Rashid.

## Dyskografia
albumy solowe:
- 1972: Jermaine
- 1973: Come Into My Life
- 1976: My Name Is Jermaine
- 1977: Feel the Fire
- 1978: Frontiers
- 1980: Let’s Get Serious
- 1980: Jermaine (druga płyta pod tym tytułem)
- 1981: I Like Your Style
- 1982: Let Me Tickle Your Fancy
- 1984: Dynamite (znana też jako Jermaine Jackson)
- 1986: Precious Moments
- 1989: Don't Take It Personal
- 1991: You Said
- 2012: I Wish You L.O.V.E

albumy kompilacyjne:
- 1978: Superstar Series Volume 17
- 1991: Greatest Hits & Rare Classics
- 2000: The Heritage Collection
- 2001: Ultimate Collection
- 2007: Big Brother Jermaine: The Jermaine Jackson Collection